# مقاطعة ويكلاو
مقاطعة ويكلاو هي إحدى مقاطعات أيرلندا الستة والعشرين.

## أعلام
- كاثرين تيريزا كوكسون
- كونور فالون
- ماري وايت
- فريدريك ويليام بورتون
- بادي كوسغريف
- ويليام غريغوري
- آن مكافري
- روبرت بارتون